# Zamasu
Goku Black (ゴクウブラック, Gokū Burakku), ou simplesmente Black (ブラック, Burakku), é um personagem fictício e o primeiro antagonista original na série Dragon Ball Super criada por Akira Toriyama e Toyotarō. Ele é introduzido no episódio quarenta e sete do anime que foi ao ar pela primeira vez em 12 de junho de 2016 e no capítulo 14 SOS do Futuro!! (未来からのSOS!!, Mirai kara no esuōesu!!) do mangá. Black é uma entidade que se assemelha a Son Goku que causa estragos na linha do tempo do Trunks do Futuro, trazendo a humanidade à beira da extinção. Mais tarde, revelou-se que a verdadeira identidade de Goku Black é Zamasu (ザマズ, Zamasu, chamado de Zamas na dublagem brasileira), um aprendiz do Supremo Kaio (界王神, Kaiōshin, iluminado, "Deus Rei do Mundo") do Universo 10 que roubou o corpo de Goku com um pedido das Super Esferas do Dragão em uma linha do tempo alternativa como parte de seu plano para alcançar a imortalidade e extinguir todos os mortais, principalmente a raça humana. Ele foi dado o nome "Goku Black" pela Bulma do Futuro quando ele se referiu inicialmente a si mesmo como Goku.
Apesar de introduzidos em Dragon Ball muitos anos após a finalização do mangá original, Zamasu e Black foram dois personagens muito bem recebidos pelos fãs e por críticos; Black em especial sendo frequentemente elogiado como um dos melhores vilões da franquia. Os dois são creditados por terem elevado a qualidade de Dragon Ball Super e entregarem um de seus arcos narrativos mais bem avaliados.

## Criação e concepção
Zamasu foi concebido por um pensamento de mudar o padrão dos vilões apresentados até então em Dragon Ball. Diferentemente de seus antecessores, ele teria um grande conflito psicológico. Enquanto Akira Toriyama escrevia os pontos principais da narrativa, Toyotarō desenhava e ligava os pontos. Ao criar Goku Black, Toriyama revelou que tirou inspiração de programas tokusatsu como Ultraman e Kamen Rider onde existem vilões que são cópias malignas dos heróis. Seu nome foi baseado no título Kamen Rider Black. Inicialmente planejando um personagem com nível de poder que correspondesse aos dos heróis, Toriyama optou por tornar Zamasu mais fraco que a forma Super Saiyajin Blue de Goku e Vegeta mas lhe deu imortalidade para ainda apresentar um desafio. Ele também fez um retcon nas regras dos brincos potara para deixar a luta final contra Zamasu mais interessante. Enquanto Akira planejou que Goku e Vegeta lutassem contra Zamasu em turnos durante sua última batalha, Toyotarō sugeriu que eles se fundissem em Vegetto e a ideia foi aprovada. Em notas do criador, Toriyama definiu que Goku Black teria acesso tanto ao Super Saiyajin quanto à sua forma própria, o Super Saiyan Rosé.  O produtor da Toei Animation, Atsushi Kido, definiu a eventual fusão de Zamasu e Black como um personagem "trapaceiro" por sua força maciça e que sua única fraqueza estaria ligada a ele ser uma junção da mesma pessoa em dois corpos diferentes.

### Aparência
Zamasu é um humanóide de pele verde com olhos cinzentos e um mohawk branco. Ele é visto vestindo uma camisa de manga comprida violeta sob um casaco cinza com corte amarelo, sob uma barra azul claro. Ele também usa calças azuis escuras e botas brancas. O Zamasu que roubou o corpo de Goku originalmente teve uma aparência idêntica aos seus homólogos, obtendo um tom de pele ligeiramente mais escuro e olhos mais severos, juntamente com um físico um pouco mais magro após o interruptor. Seu traje consiste em um uwagi cinzento escuro sem mangas, uma camisa preta de mangas longas e um colarinho, uma faixa vermelha, uma calça preta e umas botas brancas. Ele usa um unico brinco Potara em sua orelha esquerda. Ele também usa um anel de tempo em seu dedo indicador direito, que ele usa para viajar através do tempo sem a necessidade de uma máquina do tempo. De acordo com Toyotarō, o mais difícil de se desenhar em Zamasu eram suas expressões faciais em momentos de conflito moral.

## Poderes e habilidades

A forma final de Zamasu após sua fusão com Goku Black.

Como padrão dos personagens de Dragon Ball, Zamasu e Black lutam controlando a sua energia ki. Sendo deuses, eles possuem ki divino que é mais poderoso e também não pode ser sentido por seres mais fracos ou sem habilidades divinas. Graças à grande quantidade de ki eles possuem superforça, agilidade, resistência e velocidade. Ambos são capazes de voar e disparar energia. Entretanto, o modo favorito de combate da dupla é moldando o ki em formato de lâminas ao redor de suas mãos. O tamanho das lâminas varia desde bisturis à espadas e Black já até mesmo criou uma foice. Eles também conseguem disparar espinhos que explodem em seu alvo. Cada um possui um anel do tempo para que possam viajar pelas linhas do tempo de forma segura.
Zamasu é um lutador prodígio e facilmente o kaioh mais forte já apresentado na série. Como é característica de sua raça ele tem acesso a habilidades de cura, telecinese e teletransporte. Após desejar imortalidade para as Super Esferas do Dragão, Zamasu se tornou eterno e invulnerável a qualquer ataque. Ele não recebe danos e mesmo que seja ferido, seu corpo se regenera em instantes. Por conta disso ele assume um estilo de luta despreocupado e costuma usar seu corpo como estudo para Black ou segurar os inimigos enquanto seu parceiro os ataca. Goku Black é o mais forte da dupla por habitar o corpo de Goku e assim ter o rápido crescimento de poder dos saiyajins após cada batalha. Ele roubou de Goku sua habilidade de se teletransportar e seu kamehameha, sendo capaz de disparar uma versão sombria de coloração roxa. Black consegue se transformar em Super Saiyajin para aumentar seus poderes e misturando seu ki divino à transformação ele criou a forma Super Saiyajin Rosé, caracterizada pelo cabelo e golpes cor de rosa.
Eventualmente, Zamasu e Goku Black se fundem usando os brincos potara e se tornam um novo Zamasu Fundido (合体ザマス, Gattai Zamasu) contendo as habilidades e propriedades de seus antecessores. Esse novo Zamasu manifesta uma auréola gigante em suas costas com a qual ele tanto desfere ataques quanto se defende. Ele consegue utilizar seu ki para moldar uma grande e alada entidade roxa sobre si que dispara seu Relâmpago da Absolvição (絶対の雷, Zettai no Ikazuchi). Outro de seus golpes são as Lâminas do Julgamento (裁きの刃, Sabaki no Yaiba) onde ele faz chover dos céus uma barragem de lâminas explosivas. Sua técnica descrita como suprema é a Cólera Sagrada (聖なる逆鱗, Seinaru Gekirin), um sol em miniatura disparado por seu dedo.

## Aparições

### Dragon Ball Super
Zamasu é apresentado como um jovem Kaioh sendo treinado para suceder seu mestre Gowasu como o Kaioshin do décimo universo. Um prodígio dentre os deuses, Zamasu nutre um reprimido ódio pelos mortais, considerando-os impuros e irracionais. Mesmo almejando o posto de Kaioshin, um deus da criação, ele não concorda que os colocados em tal posição devam apenas observar o universo e deixar toda interferência para os deuses da destruição, acreditando que todos os deuses deveriam impor sua justiça divina sobre os mortais. Eventualmente ele conhece Son Goku, um saiyajin e o protagonista da história, cujo poder rivalizava os deuses, e sua raiva pelos mortais se desenvolve cada vez mais. Logo, Zamasu assassina Gowasu e assume o posto de Kaioshin, adquirindo para si mesmo os Anéis do Tempo, e utiliza as Super Esferas do Dragão para trocar de corpo com Goku e assumir sua identidade. Ele então desenvolve seu "Plano de Zero Mortais ou "Plano Zero Humanos", onde ele criaria um universo utópico de acordo com sua vontade, mas para isso precisa de uma realidade onde outros deuses não possam interferir; tal realidade é encontrada na linha do tempo alternativa de Trunks do Futuro, onde ambos os deuses Shin e Bills estão mortos. Lá, Zamasu recruta o Zamasu do futuro para ajudá-lo em sua missão e, após torná-lo imortal, os dois Zamasus destroem a maior parte das civilizações de todos os doze universos. Ao chegar na Terra, o primeiro Zamasu é nomeado Goku Black pela Bulma do futuro. Adotando sua nova alcunha, Black mata Bulma, obrigando Trunks a fugir para o passado e recrutar a ajuda de Goku e seus companheiros.
Black segue Trunks até o passado com um Anel do Tempo e chega a enfrentar Goku, mas o efeito do anel termina e ele é puxado de volta para o futuro, mas não antes de destruir a máquina do tempo. Após identificar o ki de Black, Goku, Bills e Whis viajam até o décimo universo para investigar e encontram um Zamasu do presente que ainda não desenvolveu todo o seu ódio pelos mortais. Goku o enfrenta de qualquer maneira, derrotando Zamasu e fazendo com que sua tolerância aos mortais começa a cair drasticamente. Após a Bulma do presente consertar a máquina do tempo, Goku, Trunks e Vegeta retornam ao futuro e se deparam com o Zamasu do futuro e um Black que liberou todo o poder do corpo que roubou do Goku alternativo. O trio é derrotado e retorna ao passado. Bills vai novamente ao décimo universo e mata o Zamasu do presente, acreditando que assim o futuro estaria a salvo. O trio de saiyajins viaja ao futuro novamente e encontram Zamasu e Black inalterados, sendo derrotados novamente. Desta vez somente Goku e Vegeta retornam ao passado, Trunks permanece em seu futuro enfrentando ambos os vilões. Vegeta passa um dia na Sala do Tempo e Espírito para ficar mais poderoso que Black enquanto Goku aprende a técnica de selamento Mafuba (魔封波, Mafū-ba) para derrotar o Zamasu do futuro, que é imortal, e retornam ao futuro para ajudar Trunks. Agora incapazes de vencer os saiyajins, Black e Zamasu realizam uma fusão através de seus brincos potara e formam um novo Zamasu fundido. Zamasu supera todos os seus inimigos, obrigando Goku e Vegeta a também se fundirem no guerreiro Vegetto, o qual chega perto de eliminar Zamasu, mas a fusão de Vegetto se desfaz. Zamasu derrota Goku e Vegeta, mas é finalmente cortado ao meio por Trunks quando este reúne uma pequena Genki Dama em sua espada. Entretanto, por ser imortal, Zamasu ressurge como uma entidade sem corpo, se manifestando em forma de uma névoa que cobre todo o universo. Dessa forma ele é capaz de destruir todas as formas de vida remanescentes até que Goku invoca o rei dos deuses, Zen-Oh. Percebendo toda a destruição provocada ali, Zen-Oh apaga toda a linha do tempo do futuro alternativo, derrotando Zamasu de uma vez por todas.

### Outras mídias
Goku Black aparece na versão estendida do filme Renascimento de Freeza chamada Mirai Trunks Special Edition! tentando matar Trunks, mas sendo impedido pela intervenção de Mai. Esta aparição ocorre antes de sua primeira aparição em Dragon Ball Super. Uma versão cibernética de Zamasu Fundido aparece na websérie Super Dragon Ball Heroes onde ele é recrutado pelos vilões Fu e Hearts para seu plano de vingança e chega a enfrentar personagens que nunca encontrou no cânone, como Jiren.
Desde suas estreias no anime, ambos Zamasu e Goku Black foram destaque em vários jogos da franquia. Black é um personagem jogável em Dragon Ball FighterZ enquanto Zamasu aparece em alguns de seus golpes. Posteriormente o Zamasu Fundido foi adicionado no jogo via DLC. Black foi um personagem especial de pré-venda em Dragon Ball Xenoverse 2. Sua forma Rosé e Zamasu foram introduzidos no jogo como conteúdo para download no terceiro pacote de personagens. Zamasu Fundido por fim foi adicionado no quarto pacote.
Na edição de 2017 do evento anual Dragon Ball Tenkaichi Budosai, Zamasu e Black receberam destaque nas diversas atividades. Realizado no distrito de Ikebukuro em Tóquio, o local foi dividido em muitas áreas e teve uma atração secreta chamada "Derrote o Zamasu Fundido!". O grupo de entretenimento online Rooster Teeth, em seu show Death Battle, colocou Goku Black em uma luta até a morte contra o Flash Reverso, da DC Comics, onde Black foi derrotado após perdeu o seu Anel do Tempo. Em 2021 foi feita uma colaboração entre o estúdio Toei Animation e a empresa FILA para juntos lançarem uma linha de tênis inspirados em personagens de Dragon Ball Super, um desses personagens foi Goku Black. Em maio de 2023, Goku Black foi adicionado como personagem jogável no multijogador online Fortnite.

## Recepção
Goku Black foi um personagem muitíssimo bem recebido pelo público e pela crítica especializada. Antes mesmo de sua estreia no anime ele já gerava especulações e teorias sobre sua identidade. O site de entretenimento Omelete classificou Black como um dos 10 melhores personagens introduzidos em Dragon Ball Super, citando o dito mistério de sua origem como um dos fatores que o tornam querido pelo fãs. Já a empresa australiana Madman Entertainment o colocou em sexto lugar no seu Top 10 Vilões Mais Memoráveis de Dragon Ball, comentando que "Goku Black ganha muitos pontos por ter uma aparência muito legal, especialmente na forma de Super Saiyajin Rosé!". Black também fez sucesso no oriente. Foi votado o quarto melhor vilão de toda a série Dragon Ball pelos fãs japoneses na edição de março de 2018 da revista V-Jump. Em uma outra pesquisa, essa feita pelo jornal esportivo japonês Sports Nippon sobre os melhores personagens da franquia, Black se classificou em sexto lugar, a segunda maior colocação para um vilão.
Zamasu por sua vez teve recepções mistas. Ele não se tornou tão popular com o público japonês, ficando em décimo quarto lugar na pesquisa da V-Jump e nem sequer aparecendo na realizada pelo Sports Nippon. Por outro lado, o portal norte americano Comic Book Resources considerou Zamasu e Black os melhores personagens introduzidos em Dragon Ball Super, especialmente Zamasu. O site o comparou com Thanos do Universo Cinematográfico da Marvel no sentido de que ambos se enxergam como heróis que estão limpando a impureza do universo. Em território brasileiro, o CineAlerta, em sua crítica a Dragon Ball Super, comentou que a construção da vilania de Zamasu foi um dos destaques do anime e ressaltaram como suas motivações o separam de antagonistas clichês que procuram dominar o mundo.